# María Emilia Islas Gatti
Pour les articles homonymes, voir Gatti.
María Emilia Islas Gatti (Montevideo, 18 avril 1953 - 27 septembre 1976) étais une militante politique uruguayenne. Elle a disparu à Buenos Aires en 1976 victime de la guerre sale menée par la dictature militaire. Elle est la mère de Mariana Zaffaroni.

## Biographie
María Emilia Islas nait le 18 avril 1953, à Montevideo, en Uruguay. Elle est la fille unique de María Ester Gatti et de Ramón Islas, ils habitent alors dans le quartier de Cordón.
En 1965, María Emilia entre au lycée Zorrilla de Saint-Martin où elle commence à militer en politique. Elle rejoint la Fédération Anarchiste du l'Uruguay (FAU), et sa branche armée l'Organisation Populaire Révolutionnaire-33 Orientaux (OPR-33). Elle  fait aussi partie du syndicat étudiant de la Asociación de Estudiantes de Magisterio. Face à la répression politique menée par la dictature, María Emilia Islas se réfugie comme beaucoup de militants uruguayens en Argentine, là elle intègre le Parti pour la Victoire du Peuple (PVP) qui se fonde dans l'exil.
Le 28 novembre 1973, María Emilia Islas se marie avec Jorge Zaffaroni, un compagnon de lutte. En 1974 la situation politique était intenable pour tous les deux, ils décident donc de partir à Buenos Aires. María Emilia part la première, dans la deuxième semaine de décembre, elle est alors enceinte de six mois. Le 11 janvier 1975, Jorge la rejoint. Le 22 mars 1975, à 8 h 45, sa fille Mariana nait.
Elle est arrêtée avec son compagnon et sa fille de 18 mois le 27 septembre 1976 à son domicile, dans le quartier de Parque Chacabuco, à Buenos Aires. Quatre hommes armés l'attendaient après avoir déjà arrêté son époux Jorge Zaffaroni à l'intérieur de l'appartement. Tous les trois ont ensuite été emmenés dans un centre de détention clandestin, le centre « Automotores Orletti » situé à Buenos Aires mais utilisé par l'armée uruguayenne et spécialisé dans la traque des exilés politiques uruguayens.
María Emilia Islas a probablement été “déplacée”, vers une destination finale inconnue, entre le 5 et le 6 octobre 1976.
María Emilia Islas Gatti et Jorge Zaffaroni figurent sur la liste des uruguayens disparus en République Argentine victimes des escadrons de la mort, et de la collaboration entre les dictatures américaines dans le cadre du « plan condor ».
En 1993, après 16 ans de recherches par sa grand-mère maternelle, Mariana Zaffaroni a retrouvé son identité.